# Amblyseius fusculus
Amblyseius fusculus är en spindeldjursart som beskrevs av Khan, Ashfaq och Afzal 2007. Amblyseius fusculus ingår i släktet Amblyseius och familjen Phytoseiidae. Inga underarter finns listade i Catalogue of Life.